# Шашкин, Виктор Григорьевич
Виктор Григорьевич Шашкин — советский хозяйственный, государственный и политический деятель, Герой Социалистического Труда.

## Биография
Родился в 1946 году. Член КПСС.
С 1967 года — на хозяйственной, общественной и политической работе. В 1967—1990 гг. — слесарь-сборщик, секретарь комитета ВЛКСМ, слесарь механосборочных работ автомобильного завода имени Ленинского комсомола производственного объединения «Москвич» Министерства автомобильной промышленности СССР.
Указом Президиума Верховного Совета СССР от 25 апреля 1985 года присвоено звание Героя Социалистического Труда с вручением ордена Ленина и золотой медали «Серп и Молот».
Избирался депутатом Верховного Совета РСФСР 8-го созыва.